# А̄ (кириллица)
А̄, а̄ (А с макроном) — буква расширенной кириллицы, используемая в эвенкском, мансийском, нанайском, орокском, ульчском, кильдинском саамском и селькупском алфавитах, а также некоторых словарях ненецкого языка. А̄ — 2-я буква в алеутском алфавите беринговского диалекта.
При наборе может заменяться на внешне похожую букву латиницы Ā.

## Употребление
| Алфавит              | Порядковый №          | МФА    |
| -------------------- | --------------------- | ------ |
| эвенкийский          | не включена в алфавит | неизв. |
| ингушский            | не включена в алфавит | ɑˈ/əˈ  |
| мансийский           | 2                     | aː     |
| нанайский            | не включена в алфавит | неизв. |
| орокский             | 2                     | ɑː     |
| ульчский             | не включена в алфавит | aː     |
| кильдинский саамский | 2                     | aː     |
| южноселькупский      | 2                     | ?      |
| алеутский            | 2                     | ?      |
| ненецкий             | не включена в алфавит | ɑː     |